# Helcmanovce
Helcmanovce es un municipio del distrito de Gelnica en la región de Košice, Eslovaquia, con una población estimada a final del año 2024 de 1364 habitantes.
Se encuentra ubicado al oeste de la región, cerca de la frontera con la región de Prešov.

## Demografía
| Año        | 1994 | 2004    | 2014    | 2024    |
| ---------- | ---- | ------- | ------- | ------- |
| Población  | 1631 | 1558    | 1445    | 1364    |
| Diferencia |      | −4,47 % | −7,25 % | −5,60 % |

| Año        | 2023 | 2024 |
| ---------- | ---- | ---- |
| Población  | 1364 | 1364 |
| Diferencia |      | +0 % |